# Ceriana gibbosa
Ceriana gibbosa är en tvåvingeart som beskrevs av Violovitsh 1980. Ceriana gibbosa ingår i släktet griffelblomflugor, och familjen blomflugor. Inga underarter finns listade i Catalogue of Life.